# Amaury Silva
Amaury, właśc. Amaury Silva (ur. 6 marca 1942 w Marílii) – piłkarz brazylijski, występujący na pozycji napastnika.

## Kariera klubowa
Karierę piłkarską Amaury rozpoczął w São Bento Sorocaba w 1960 roku. W latach 1961–1964 występował w Guarani FC. W latach 1964–1965 był zawodnikiem CR Flamengo. Z Flamengo zdobył mistrzostwo stanu Rio de Janeiro – Campeonato Carioca w 1965 roku. W latach 1965–66 występował w Portugalii w FC Porto. W latach 1966 i 1968 roku był zawodnikiem Santosu FC, z którym dwukrotnie zdobył mistrzostwo stanu São Paulo – Campeonato Paulista w 1966 i 1968 roku. Później występował jeszcze w XV de Piracicaba (1967–1968, 1969–1970), Bangu AC (1970–1971), Noroeste Bauru (1971) oraz w meksykańskim Atlasie Guadalajara, w którym zakończył karierę w 1972 roku.

## Kariera reprezentacyjna
W reprezentacji Brazylii Amaury zadebiutował 24 marca 1963 w przegranym 0-3 meczu z reprezentacją Argentyny w Copa América 1963, na której Brazylia zajęła czwarte miejsce. Amauri na turnieju wystąpił w dwóch meczach z Argentyną i Ekwadorem.